# Daraboshegy
Daraboshegy là một thị trấn thuộc hạt Vas, Hungary. Thị trấn này có diện tích 4,59 km², dân số năm 2010 là 88 người, mật độ 19 người/km².